# اس‌ام یوسی-۵۱
اس‌ام یوسی-۵۱ (به انگلیسی: SM UC-51) یک زیردریایی بود که طول آن ۱۷۲ فوت ۱۱ اینچ (۵۲٫۷۱ متر) بود. این زیردریایی در سال ۱۹۱۶ ساخته شد.